# Мотовилов, Григорий Вадимович
Григорий Вадимович Мотовилов (род. 7 февраля 1998, Москва, Россия) — российский профессиональный баскетболист, играющий на позиции атакующего защитника.

## Карьера
В детстве занимался карате, футболом, плаванием и хоккеем, но надолго в них не задерживался. В возрасте 10 лет Григорий увидел по телевизору лучшие моменты матчей НБА и они ему понравились. Вскоре родители Григория отдали его в секцию баскетбола СДЮШОР ЦСКА к тренеру Денису Сергеевичу Годлевскому. В 13 лет Мотовилова пригласил ДЮБЛ «Триумфа», где продолжил заниматься баскетболом у тренера Николая Николаевича Архипова. После расформирования баскетбольного клуба «Триумф» переехал в Санкт-Петербург в ДЮБЛ «Зенита».
В сезоне 2014/2015 Мотовилов выступал в Единой молодёжной лиге ВТБ за «Зенит-2», набирая в среднем за матч 13,4 очка, 3 подбора и 2,6 передачи.
В августе 2015 года подписал 3-летний контракт с «Зенитом». В сезоне 2015/2016 в Единой лиге ВТБ Григорий принял участие в 12 матчах со средним временем в игре 8 минут и 41 секунда. Статистика составила 1,8 очка, 1,3 подбора и 1,7 передачи.
В августе 2016 года Мотовилов перешёл в «Урал» на правах аренды.
Перед началом сезона 2017/2018 Мотовилов вернулся в структуру «Зенита» и выступал в составе команды Суперлиги-1 «Зенит-Фарм».
В августе 2018 года подписал 2-летний контракт со «Спартаком-Приморье». В сезоне 2018/2019 Мотовилов набирал 11,6 очков, 1,7 подборов и 2,8 передачи в среднем за игру.
В сентябре 2019 года Мотовилов подписал 3-летний контракт с «Локомотивом-Кубань».
В сезоне 2019/2020 Мотовилов сыграл 1 игру в Еврокубке и 9 матчей в Единой лиге ВТБ, в которых он набирал в среднем 2,9 очков.
В сезоне 2020/2021 Мотовилов принял участие в 12 матчах Еврокубка (3,1 очка и 1,2 передачи в среднем за игру) и в 25 матчах Единой лиги ВТБ (2,5 очка и 0,8 передачи в среднем за игру).
Сезоне 2021/2022 Мотовилов начинал в «Темп-СУМЗ-УГМК».
В декабре 2021 года Мотовилов перешёл в «Купол-Родники».
В марте 2022 года Мотовилов продолжил карьеру в «Енисее». В 7 матчах Единой лиги ВТБ Григорий в среднем набирал 8,3 очка, 2,1 передачи и 2,0 подбора.
В июле 2022 года Мотовилов продлил контракт с «Енисеем».
В сезоне 2023/2024 Мотовилов выступал за «Минска». В составе команды Григорий стал чемпионом Беларуси и бронзовым призёром Кубка Беларуси.
В июле 2024 года Мотовилов стал игроком «Астаны».

## Сборная России
В декабре 2016 года Мотовилов попал в окончательную заявку сборной России (до 18 лет) для участия в чемпионате Европы среди юношей.
В июле 2017 года Мотовилов вошёл в итоговую заявку юношескую сборную России (до 20 лет) для участия в чемпионате Европы в дивизионе В. Заняв 4 место, игрокам сборной не удалось выполнить задачу по возвращению команды в дивизион А: в матче за 3 место сборная России уступила Великобритании (65:81).
В июле 2018 года Мотовилов вновь был включён в заявку юношеской сборной России (до 20 лет) для участия в чемпионате Европы в дивизионе В. По итогам турнира Григорий вошёл в символическую пятёрку, набирая в среднем за игру 18,4 очка, 3 подбора, 2,8 передачи и 1,6 перехвата.
В мае 2019 года Мотовилов был включён в состав студенческой сборной России-1 для участия в Международном студенческом баскетбольном кубке. Уступив в финале студенческой сборной Сербии (74:86) сборная России-1 стала серебряным призёром турнира.
В июне 2019 года Мотовилов получил приглашение в открытый тренировочный лагерь для ближайшего резерва сборной России.
30 июня 2019 года Мотовилов вошёл в итоговую заявку студенческой сборной России на Универсиаду-2019 в Неаполе.
2 августа 2019 года Мотовилов дебютировал в национальной сборной России. В контрольном матче в рамках международного турнира BingoBoom против сборной Иордании (111:71) Григорий провёл на площадке 5 минут 24 секунды и набрал 10 очков, 1 передачу и 1 перехват.
28 августа 2019 года тренерский штаб сборной России во главе с Сергеем Базаревичем объявил окончательную заявку команды на Чемпионат мира-2019. В число 12 игроков вошёл и Мотовилов. В 5 матчах турнира Григорий в среднем набирал 4,6 очков, 1 подбор и 1,2 передачи.
В январе 2020 года Мотовилов был включён в расширенный состав сборной России на отборочные игры Евробаскета-2021.
В июне 2022 года Мотовилов принял участие в Открытом лагере РФБ для кандидатов в сборную России не старше 25 лет, проходящих в возрастные рамки для участия в студенческих соревнованиях.

## Личная жизнь
Отец Григория входил в расширенный состав Олимпийской сборной по конькобежному спорту, а мама занималась спортивной ходьбой. Две старшие сестры Григория до 18 лет профессионально занимались фигурным катанием.

## Достижения
Клубные
- Бронзовый призёр Единой лиги ВТБ: 2015/2016
- Бронзовый призёр чемпионата России: 2015/2016
- Чемпион Беларуси: 2023/2024
- Чемпион Казахстана: 2024/2025
- Серебряный призёр Кубка России: 2015/2016
- Бронзовый призёр Кубка Беларуси: 2023
- Серебряный призёр Единой молодёжной лиги ВТБ: 2013/2014

Сборная России
- Серебряный призёр Международного студенческого баскетбольного кубка: 2019

## Статистика
| Сезон                                                                                   | Команда          | Лига                       | GP | GS | MPG  | FG%  | 3P%  | FT%  | RPG | APG | SPG | BPG | PPG |  |
| 2015/16                                                                                 | Все клубы        | Все лиги                   | 18 | 0  | 8,3  | 27,6 | 0,0  | 60,9 | 1,3 | 1,6 | 0,2 | 0,1 | 1,7 |  |
| 2015/16                                                                                 | Зенит            | Единая лига ВТБ            | 12 | 0  | 8,7  | 30,0 | 0,0  | 52,9 | 1,3 | 1,7 | 0,3 | 0,2 | 1,8 |  |
| 2015/16                                                                                 | Зенит            | Еврокубок                  | 6  | 0  | 7,6  | 22,2 | 0,0  | 83,3 | 1,3 | 1,5 | 0,0 | 0,0 | 1,5 |  |
| 2017/18                                                                                 | Все клубы        | Все лиги                   | 5  | 2  | 9,8  | 16,7 | 0,0  | 25,0 | 1,0 | 1,4 | 0,2 | 0,0 | 1,8 |  |
| 2017/18                                                                                 | Зенит-М          | Единая молодёжная лига ВТБ | 3  | 2  | 14,4 | 18,2 | 0,0  | 25,0 | 1,7 | 2,3 | 0,3 | 0,0 | 3,0 |  |
| 2017/18                                                                                 | Зенит            | Единая лига ВТБ            | 2  | 0  | 2,9  | 0,0  | 0,0  | 0,0  | 0,0 | 0,0 | 0,0 | 0,0 | 0,0 |  |
| 2019/20                                                                                 | Все клубы        | Все лиги                   | 11 | 0  | 6,2  | 42,1 | 44,4 | 77,8 | 0,4 | 0,5 | 0,2 | 0,0 | 2,5 |  |
| 2019/20                                                                                 | Локомотив-Кубань | Единая лига ВТБ            | 9  | 0  | 6,6  | 50,0 | 50,0 | 85,7 | 0,4 | 0,7 | 0,2 | 0,0 | 2,9 |  |
| 2019/20                                                                                 | Локомотив-Кубань | Еврокубок                  | 2  | 0  | 4,4  | 0,0  | 0,0  | 50,0 | 0,0 | 0,0 | 0,0 | 0,0 | 0,5 |  |
|                                                                                         |                  | Всего                      | 34 | 2  | 7,8  | 27,8 | 14,8 | 61,1 | 0,9 | 1,2 | 0,2 | 0,1 | 1,9 |  |
| Наведите курсор мыши на аббревиатуры в заголовке таблицы, чтобы прочесть их расшифровку |                  |                            |    |    |      |      |      |      |     |     |     |     |     |  |